# Mitsuki Saiga
Mitsuki Saiga (斎賀 みつき, Saiga Mitsuki, nascido 12 de Junho de 1973) é uma seiyū, nascida em Saitama.

## Trabalhos notáveis

### Anime

#### Lista de performances em animes
| Ano     | Anime                                                                             | Personagem                                                 | Notas                                                                     |
| ------- | --------------------------------------------------------------------------------- | ---------------------------------------------------------- | ------------------------------------------------------------------------- |
| 1998    | Cowboy Bebop                                                                      | Computador                                                 |                                                                           |
| 1998    | ja:ふたり暮らし                                                                   | Yuka Nogami Mai, Isago Matenro 床野上舞／摩天楼沙          |                                                                           |
| 1998    | Ojarumaru                                                                         | Jun Koshifubuki                                            |                                                                           |
| 1998    | Devil Lady                                                                        | Vários Personagens                                         |                                                                           |
| 1999    | Crest of the Stars                                                                | Samune フェグダクペ・セムネ                                |                                                                           |
| 1999    | Microman: The Small Giant                                                         | Izam                                                       |                                                                           |
| 1999    | Zoids: Chaotic Century                                                            | Raven                                                      |                                                                           |
| 1999    | Seraphim Call                                                                     | Various characters                                         |                                                                           |
| 1999    | Karakurizōshi Ayatsuri Sakon                                                      | Boy                                                        |                                                                           |
| 1999    | Shūkan Storylandja:週刊ストーリーランド                                           | Membro feminino                                            |                                                                           |
| 2000    | Banner of the Stars series                                                        | Sobaash Üémh Dor Ïuth                                      | Also II                                                                   |
| 2000    | Passage of the Stars                                                              | Computador                                                 | OVA especial                                                              |
| 2000    | Amon: The Apocalypse of Devilman                                                  | Psycho Jenny                                               | OVA                                                                       |
| 2000    | Hamtaro                                                                           | Oscar Tsukishima オスカル月島                              |                                                                           |
| 2000    | Inuyasha                                                                          | Shintaro                                                   |                                                                           |
| 2000    | Ghost Stories                                                                     | Okabe-sensei                                               | Ep. 5                                                                     |
| 2001    | Zoids: New Century                                                                | Jamie Hemeros                                              |                                                                           |
| 2001    | The SoulTaker                                                                     | Kyosuke Tokisaka-Date                                      |                                                                           |
| 2001    | Geneshaft                                                                         | Natalie Couto                                              |                                                                           |
| 2001    | Tantei Shounen Kageman探偵少年カゲマン                                            | Sherlock Kurosawa                                          |                                                                           |
| 2001    | Shaman King                                                                       | Amidamaru (young)                                          |                                                                           |
| 2001    | Mazinkaiser                                                                       | Honoo Jun                                                  |                                                                           |
| 2001    | KasuminMistinja:カスミン                                                          | Kiriko Kirino (霧野霧彦), Mashiro (マシロ), Oniko (オニコ) |                                                                           |
| 2001    | Cyborg 009: The Cyborg Soldier                                                    | Phil                                                       |                                                                           |
| 2001    | Kai Doh Maru                                                                      | Sakata no Kintoki                                          |                                                                           |
| 2001–02 | Koyo 紅蓮                                                                         | Koyo 紅蓮                                                  | OVA Série Adulta, Eps. Escuridão, Chama                                   |
| 2002    | Aquarian Age: Sign for Evolution                                                  | Nishi Arashiki                                             |                                                                           |
| 2002    | .hack//Sign                                                                       | Tsukasa                                                    |                                                                           |
| 2002    | Pita-Ten                                                                          | Takashi Ayanokoji                                          |                                                                           |
| 2002    | Lightning Attack Expressja:電光超特急ヒカリアン                                   | AHRレスキュー                                              |                                                                           |
| 2002    | Atashin'chi                                                                       | Nasuo Arai, Oyamada                                        |                                                                           |
| 2002    | Gekkabijin月花美人 第一縛 雪の宴                                                  | Kasumi Amamiya                                             | OVA Série Adulta                                                          |
| 2002–05 | Jing: King of Bandits series                                                      | Jing                                                       | E também no Ova"Seventh Heaven"                                           |
| 2002    | Monkey Typhoon                                                                    | Gen                                                        |                                                                           |
| 2002    | GetBackers                                                                        | MakubeX                                                    |                                                                           |
| 2002    | Pocket Monsters: Advanced Generation                                              | Shu                                                        |                                                                           |
| 2003    | Ashita no Nadja                                                                   | Francis Harcourt, Keith Harcourt / Black Rose              |                                                                           |
| 2003    | Crush Gear Nitro                                                                  | LT                                                         |                                                                           |
| 2003    | E's Otherwise                                                                     | Bud                                                        |                                                                           |
| 2003    | Stellvia                                                                          | Masaru Odawara                                             |                                                                           |
| 2003    | Croket!                                                                           | Burrito                                                    |                                                                           |
| 2003    | Triangle Heart: Sweet Songs Foreverとらいあんぐるハート～Sweet songs Forever～＃1 | Misato Mikami                                              | OVA                                                                       |
| 2003    | Fullmetal Alchemist                                                               | Maria Ross                                                 |                                                                           |
| 2003–06 | Megaman NT Warrior series                                                         | Enzan Ijuuin                                               |                                                                           |
| 2003–04 | Peacemaker Kurogane                                                               | Sōji Okita, Kichisaburo                                    |                                                                           |
| 2003    | Gilgamesh                                                                         | Countess of Werdenberg (Hiroko Kageyama)                   |                                                                           |
| 2003    | R.O.D the TV                                                                      | Junior                                                     |                                                                           |
| 2004    | Superior Defender Gundam Force                                                    | Zero                                                       |                                                                           |
| 2004–08 | Kyo Kara Maoh! series                                                             | Wolfram von Bielefeld                                      | 3 Temporadas                                                              |
| 2004    | Cossette no Shouzou                                                               | Eiri Kurahashi                                             | Uma série de 3 OVAS                                                       |
| 2004    | Fafner in the Azure: Dead Aggressor                                               | Mamoru Koudate                                             |                                                                           |
| 2004    | Maria-sama ga Miteru: Printemps                                                   | Kei Katō                                                   |                                                                           |
| 2004    | Space Symphony Maetel                                                             | Nazca                                                      |                                                                           |
| 2004    | Onmyō Taisenki                                                                    | Yamase                                                     |                                                                           |
| 2004    | Viewtiful Joe                                                                     | Jim                                                        |                                                                           |
| 2004    | My-Hime                                                                           | Chie Harada                                                |                                                                           |
| 2004    | Bleach                                                                            | Zabimaru (monkey)                                          |                                                                           |
| 2004–07 | Genshiken                                                                         | Makoto Kousaka                                             | Também em Genshiken 2                                                     |
| 2004    | Major                                                                             | Takafumi Ando                                              | Primeiro anime                                                            |
| 2005    | MÄR                                                                               | Phantom                                                    |                                                                           |
| 2005    | The Law of Ueki                                                                   | Robert Haydn                                               |                                                                           |
| 2005    | Strawberry 100%                                                                   | Shiori Kurokawa, Junpei Manaka (child)                     | Também nos OVAs e especiais                                               |
| 2005    | Loveless                                                                          | Natsuo                                                     |                                                                           |
| 2005–06 | Cluster Edge                                                                      | Vesuvia Valentino                                          | TV series e OVAs                                                          |
| 2005    | Black Cat                                                                         | Lin Shaolee                                                |                                                                           |
| 2005    | Kotencotenco                                                                      | Lou                                                        |                                                                           |
| 2005    | My-Otome                                                                          | Chie Hallard                                               |                                                                           |
| 2005    | Major                                                                             | Takeshi Saotome (garoto)                                   | Segunda Temporada                                                         |
| 2006    | Wan Wan Celeb Soreyuke! Tetsunoshin                                               | Tohru                                                      |                                                                           |
| 2006    | Bakegyamon                                                                        | Toshio Saegusa (London)                                    |                                                                           |
| 2006    | Ouran High School Host Club                                                       | Benio Amakusa                                              |                                                                           |
| 2006    | .hack//Roots                                                                      | Yuuta / Kashimiya                                          |                                                                           |
| 2006    | The Good Witch of the West                                                        | Igraine Burnett                                            | Também em Astraea Treament                                                |
| 2006    | Sasami: Magical Girls Club                                                        | Amitav                                                     | Também na segunda temporada                                               |
| 2006    | Project Blue Earth SOS                                                            | Penny Carter                                               |                                                                           |
| 2006    | Tokimeki Memorial Only Love                                                       | Chairman's secretary                                       |                                                                           |
| 2006    | D.Gray-man                                                                        | David                                                      |                                                                           |
| 2006–07 | My-Otome Zwei                                                                     | Chie Hallard                                               | Série de Ovas                                                             |
| 2007    | Deltora Quest                                                                     | Dain                                                       |                                                                           |
| 2007    | Getsumento Heiki Mina                                                             | Kanchi Hazemi                                              |                                                                           |
| 2007    | Ikki Tousen: Dragon Destiny                                                       | Chuutatsu Shibai                                           |                                                                           |
| 2007    | Moonlight Mile                                                                    | Moera Jefferson                                            | rLift Off e Touch Down                                                    |
| 2007    | Gurren Lagann                                                                     | Rossiu Adai                                                |                                                                           |
| 2007    | Darker than Black                                                                 | Irene                                                      |                                                                           |
| 2007    | Kōtetsu Sangokushi                                                                | Ling Tong                                                  |                                                                           |
| 2007    | Toward the Terra                                                                  | Jomy Marquis Shin                                          |                                                                           |
| 2007    | Emma: A Victorian Romance                                                         | Adele                                                      |                                                                           |
| 2007    | Mushi-Uta                                                                         | Homeroom teacher, Gluttony                                 |                                                                           |
| 2007–12 | Shakugan no Shana                                                                 | Johan                                                      | Começando por Shakigan no Shana II                                        |
| 2007–09 | Shugo Chara! series                                                               | Kairi Sanjo                                                | Também nas temporadas Doki, Party                                         |
| 2007    | Moyasimon: Tales of Agriculture                                                   | Kei Yūki                                                   |                                                                           |
| 2007    | Ghost Hound                                                                       | Kei Yakushi                                                |                                                                           |
| 2008    | Dazzle                                                                            | Irija Hartnell イリージャ・バートネル                      |                                                                           |
| 2008    | Itazura na Kiss                                                                   | Kikyou Motoki                                              |                                                                           |
| 2008    | Nabari no Ou                                                                      | Yoite                                                      |                                                                           |
| 2008    | Monochrome Factor                                                                 | Haruka Kujo                                                |                                                                           |
| 2008    | Naisho no Tsubomi                                                                 | Yo Saegusa                                                 |                                                                           |
| 2008–10 | Sekirei                                                                           | Haihane                                                    | Também em Pure Engagement                                                 |
| 2008    | Black Butler                                                                      | Edward                                                     | Ep. 16                                                                    |
| 2008–09 | Shikabane Hime                                                                    | Mayo Jinsei                                                | Também em Kuro                                                            |
| 2008    | Linebarrels of Iron                                                               | Reiji Moritsugu (boy)                                      |                                                                           |
| 2008    | Mobile Suit Gundam 00 Second Season                                               | Revive Revival                                             |                                                                           |
| 2009    | Slap-up Party: Arad Senki                                                         | Raika                                                      |                                                                           |
| 2009–14 | Saki series                                                                       | Sumiyo Fukabori, Sumire Hirose                             | Também em Side-A and Nationals                                            |
| 2009    | 07-Ghost                                                                          | Teito Klein                                                |                                                                           |
| 2009    | Sora no Manimani                                                                  | Teruko Sakai                                               |                                                                           |
| 2009    | Darker than Black: Gemini of the Meteor                                           | Mina Hazuki                                                |                                                                           |
| 2010    | Ikki Tousen: Xtreme Xecutor                                                       | Kentei                                                     |                                                                           |
| 2010–11 | Beyblade: Metal Fusion series                                                     | Chi-Yun Li                                                 | 'Metal Masters and Metal Fury                                             |
| 2010    | Star Driver                                                                       | Kou Atari/Needle Star                                      |                                                                           |
| 2010    | Princess Jellyfish                                                                | Kuranosuke Koibuchi                                        |                                                                           |
| 2011    | Bakugan Battle Brawlers: Gundalian Invaders                                       | Stoica                                                     |                                                                           |
| 2011    | Suzy's Zoo: Daisuki WitzySuzy's Zoo だいすき！ ウィッツィー                       | Patches                                                    |                                                                           |
| 2011    | Ground Control to Psychoelectric Girl                                             | Elliott                                                    | Ep. 8                                                                     |
| 2011    | Yu-Gi-Oh! Zexal                                                                   | Kakeru Kunitachi                                           |                                                                           |
| 2011–12 | Inazuma Eleven Go series                                                          | Takuto Shindou                                             | Também em Chrono Stone e Galaxy                                           |
| 2011    | Nura: Rise of the Yokai Clan: Demon Capital                                       | Shokera                                                    |                                                                           |
| 2011    | Sekai-ichi Hatsukoi                                                               | Editor-in-chief                                            | Segunda Temporada                                                         |
| 2012    | Kuromajo-san ga Toru!!                                                            | Akira Hayami                                               |                                                                           |
| 2012    | Saki Achiga-hen episode of Side-A                                                 | Sumire Hirose                                              |                                                                           |
| 2012    | Moyasimon Returns                                                                 | Kei Yūki                                                   |                                                                           |
| 2012    | Tanken Driland                                                                    | Harville                                                   |                                                                           |
| 2012    | The Ambition of Oda Nobuna                                                        | Nagamasa Asai                                              |                                                                           |
| 2012    | Code:Breaker                                                                      | Rui Hachiouji                                              |                                                                           |
| 2012    | Ixion Saga DT                                                                     | KT                                                         |                                                                           |
| 2013    | Cuticle Detective Inaba                                                           | Haruka Inaba                                               |                                                                           |
| 2013    | Chihayafuru 2                                                                     | Makoto Yamai                                               | 2nd series                                                                |
| 2013    | Beast Saga                                                                        | Sianby                                                     |                                                                           |
| 2013    | Duel Masters Victory V3                                                           | Zorosuta                                                   |                                                                           |
| 2013    | Monogatari Series Second Season                                                   | Tora 虎                                                    |                                                                           |
| 2013    | Devils and Realist                                                                | Solomon                                                    |                                                                           |
| 2014–15 | Future Card Buddyfight series                                                     | Kiyoru Kisaragi                                            | Também em 100 e DDD                                                       |
| 2014    | Saki: The Nationals                                                               | Sumire Hirose                                              |                                                                           |
| 2014–15 | Minna Atsumare! Falcom Gakuen                                                     | Joshua Astray                                              | Também em SC                                                              |
| 2014    | Strange+                                                                          | Kyōya                                                      | Também em Shin Strange+                                                   |
| 2014    | Marvel Disk Wars: The Avengers                                                    | Akira Akatsuki                                             |                                                                           |
| 2014    | Bakumatsu Rock                                                                    | Yoshinobu Tokugawa                                         |                                                                           |
| 2014    | Sengoku Basara: End of Judgement                                                  | Narrator                                                   |                                                                           |
| 2015    | Yurikuma Arashi                                                                   | Life Cool                                                  |                                                                           |
| 2015–17 | PriPara                                                                           | Hibiki Shikyouin 紫京院ひびき                              | Segunda Temporada (Ep.50-89, (season 3) 102, 108-111, 113-115, 131 - 140) |
| 2015    | Gintama°                                                                          | Archbishop                                                 |                                                                           |
| 2015    | Aikatsu!                                                                          | Muleta Atsurō                                              | Terceira Temporada                                                        |
| 2016    | Norn9                                                                             | Sakuya Nijou                                               |                                                                           |
| 2016    | Super Lovers                                                                      | Kiyoka                                                     | Duas Temporadas                                                           |
| 2016    | Snow White with the Red Hair                                                      | Umihebi                                                    | Segunda Temporada                                                         |
| 2016    | Haven't You Heard? I'm Sakamoto                                                   | Matsuyama                                                  |                                                                           |
| 2016    | Shōnen Maid                                                                       | Hino Yuuji                                                 |                                                                           |
| 2016    | Future Card Buddyfight DDD                                                        | Zanya Kisaragi                                             | Terceira Temporada                                                        |
| 2016    | Drifters                                                                          | Nasu Suketaka Yoichi                                       |                                                                           |
| 2016    | Detective Conan                                                                   | Kurusu Kiko                                                | Ep.820                                                                    |
| 2017    | AKIBA'S TRIP -THE ANIMATION-                                                      | Tsukiyama Hoshino                                          | Ep.12                                                                     |
| 2017    | Idol Time PriPara                                                                 | Hibiki Shikyouin                                           | Ep.22, 32,                                                                |
| 2017    | Berserk (2016 TV series)                                                          | Mule Wolflame                                              |                                                                           |
| 2017    | Masamune-kun's Revenge                                                            | Gasou Kanetsugu                                            |                                                                           |
| 2017    | Atom: The Beginning                                                               | Dr.LOLO                                                    |                                                                           |
| 2017    | Crayon Shin-chan                                                                  | Mochida                                                    |                                                                           |
| 2017    | Nintama Rantarō                                                                   | Hikoshiro Imafuku                                          |                                                                           |
| 2018    | B: The Beginning                                                                  | Izanami                                                    |                                                                           |
| 2018    | Butlers: Chitose Momotose Monogatari                                              | Shiratori Ren                                              |                                                                           |

### Video games
| Ano     | Anime | Personagem                                           | Notas                                           |
| ------- | --- | ---------------------------------------------------- | ----------------------------------------------- |
| 2001    | Goemon: Shin Sedai Shūmei! | Yoshitsune                                           | PS1/PS2                                         |
| 2002    | Card of Destiny Hikari to Yami TougoushaCard of Destiny ～光と闇の統合者～                                                                          | Lawrence Wistar                                      | DC                                              |
| 2002    | .hack | Elk                                                  | 'Infection, Mutation, Outbreak                  |
| 2002–04 | Zoids Vs. series | Raven, Jamie                                         |                                                 |
| 2003    | Usamimi deliveryうさみみデリバリーズ！！ | 一乃蔵華麗                                           | PC Adult                                        |
| 2003    | Star Ocean: Till the End of Time | Doctor                                               | PS1/PS2                                         |
| 2003    | Mega Man Network Transmission | Chaud                                                | GameCube]                                       |
| 2003    | Simple 2000 series: Vol. 21: The Bishoujo Simulation RPG ~Moonlight Tale~SIMPLE2000シリーズ Vol.21 THE 美少女シミュレーションRPG ～Moonlight Tale～ | Eliza                                                | PS1/PS2                                         |
| 2003    | Sore ga Bokura no Renai Seikatsuそれが僕らの恋愛生活                                                                                                | Mitsuruyu Fujii, Restaurant owner                    | As Makoto Sato PC, Adulto                       |
| 2003    | Fantastic Fortune 2ja:ファンタスティックフォーチュン2                                                                                               | Unisys Herschel                                      | Também em Triple Star in 2005                   |
| 2003    | Samurai Shodown V | Yumeji Kurokouchi                                    | PS1/PS2                                         |
| 2003    | Saya no Uta | Ryoko Tanbo                                          | PC, Adulto                                      |
| 2004    | Stellvia | Masaru Odawara                                       | PS1/PS2                                         |
| 2004    | Marionette: Ito TsukaiMARIONETTE～糸使い～DVD Edition                                                                                               | Akira Mikami                                         | PC, Adulto                                      |
| 2004    | Demonbane | Colin, Kutougua, Itakua コリン／クトゥグア／イタクァ | PS1/PS2                                         |
| 2004    | Fullmetal Alchemist: Dream Carnival | Maria Ross                                           | PS1/PS2                                         |
| 2004    | SD Gundam ForceSDガンダムフォース 大決戦！ 次元海賊デ・スカール！！                                                                                 | Zero, Zero Duel                                      | PS1/PS2                                         |
| 2005    | Rumble Roses | Evil Rose                                            |                                                 |
| 2005    | Invisible Sign: Isuinvisible sign -イス- | Ayuri Jinnai, Makoto's mother                        | Também em Also Isu Nemureruomori                |
| 2005    | Samurai Shodown VI | Yumeji Kurokouchi                                    | Arcade                                          |
| 2005    | Suikoden Tactics | Seneka                                               | Playstation2]                                   |
| 2005    | Mizu no Senritsuja:水の旋律 | Yuu Shitara 設楽優                                   | Também a sequela 水の旋律2 ～緋の記憶～ in 2006 |
| 2005    | MÄr Heaven: Ärm Fight Dream | Phantom                                              | PS1/PS2                                         |
| 2006    | Baten Kaitos Origins | Nasca                                                |                                                 |
| 2006    | Black Cat: Kikai Jikake no TenshiBLACK CAT ～機械仕掛けの天使～                                                                                     | Lin Shaolee                                          | PS1/PS2                                         |
| 2006    | .hack//G.U. Vol. 1: Rebirth | Endurance                                            | PS1/PS2                                         |
| 2006    | Kishin Hishou Demonbane | 二闘流（トゥーソード／トゥーガン）／コリン           | PC                                              |
| 2006    | Hanakisoja:花帰葬 | Hanashiro, Kyūseishu Mirai, Hanako                   | PS1/PS2                                         |
| 2006    | Cluster Edge | Vesuvia Valentino                                    | PS1/PS2                                         |
| 2006    | The Legend of Heroes: Trails in the Sky | Joshua Bright                                        | Também em Evolution                             |
| 2006    | .hack//G.U. Vol. 2: Reminisce | Endurance                                            | PS1/PS2                                         |
| 2006    | Tales of the Tempest | Lucius Bridges                                       | DS                                              |
| 2006    | Jiritsu Kidou Sensha Izunaja:自律機動戦車イヅナ | Izan Kitagawa                                        | PC                                              |
| 2007    | Luminous Arc | Johannes                                             | DS                                              |
| 2007    | Tales of Fandom Vol.2 | Van Grants (18 years old)                            | PS1/PS2                                         |
| 2007    | The Legend of Heroes: Trails in the Sky Second Chapter                                                                                              | Joshua Bright                                        |                                                 |
| 2007    | Gurren Lagann | Rossiu Adai                                          | DS                                              |
| 2008    | Armored Core: For Answer | Julius Emery                                         |                                                 |
| 2008    | Daylight: Asa ni Hikari no Kan woDaylight -朝に光の冠を-                                                                                            | Minmi Zamitesu Akahata ミンミ・ザミテス・アカハーテ  | PC                                              |
| 2008    | Tsu Poi Hitonatsu no Keiken「っポイ！」 ひと夏の経験！？                                                                                            | Makoto Sagami                                        | PS1/PS2                                         |
| 2008    | The Legend of Heroes: Trails in the Sky Third Chapter                                                                                               | Joshua Bright                                        |                                                 |
| 2008    | Asaki Yumemishiあさき、ゆめみし | Kagachi                                              | PC                                              |
| 2008    | D.Gray-man Sosha no ShikakuD.Gray-man 奏者ノ資格 | David                                                | PS1/PS2                                         |
| 2008    | Twinkle Crusaders | Shin Sakura                                          | PC Adulto. Também na versão PSP 'GoGo' em 2010  |
| 2008    | Ikki Tousen: Eloquent Fist | Chuutatsu Shibai                                     | PSP                                             |
| 2008    | Shugo Chara! Amu's Rainbow-Colored Character Change!ja:しゅごキャラ！ あむのにじいろキャラチェンジ                                                  | Kairi Sanjo                                          | DS                                              |
| 2008    | Monochrome Factor Cross Road | Haruka Kujo                                          | PS1/PS2                                         |
| 2008    | Real Rode | Ryuon                                                | PS1/PS2                                         |
| 2012    | Bravely Default | Tiz Arrior                                           | Nintendo 3DS                                    |
| 2015    | Bravely Second: End Layer | Tiz Arrior                                           | Nintendo 3DS                                    |
| 2016    | Overwatch | Zarya                                                | Na Dublagem Japones                             |
| 2017    | Fire Emblem Echoes: Shadows of Valentia | Kliff                                                | Nintendo 3DS                                    |
| 2017    | Xenoblade Chronicles 2 | Mòrag                                                | Nintendo Switch                                 |

### Overseas dublagem
| Anime         | Personagem | Dublado por  | Notas |
| ------------- | ---------- | ------------ | ----- |
| Black Panther | Okoye      | Danai Gurira |       |

## Discografia

### CDs
- 07 Ghost (Teito Klein)
- BALETTSTAR (Endou Kensaku)
- Blaue Rosen (Mizuki Sakurazaka)
- Gravitation (Yoshiki Kitazawa)
- Higurashi no Naku Koro ni (Satoshi Hojo)